# Église Saint-Cyr de Fargues-sur-Ourbise
Pour les articles homonymes, voir Église Saint-Cyr.
L'église Saint-Cyr est située à Fargues-sur-Ourbise, dans le département de Lot-et-Garonne, en France.

## Historique
La partie la plus ancienne de l'église est l'enceinte du cimetière. Elle est peut-être antérieure au XIVe siècle. Jean Payen propose de la dater dans ses parties les plus anciennes, au plus tard, du XIIIe siècle à partir de la forme des meurtrières droites. L'enceinte du cimetière a été rehaussée à partir de la douzième assise et fortifiée au XVe siècle. La porte ogivale de l'entrée est protégée par une bretèche et des meurtrières, une à gauche de l'entrée et deux à droite.
L'église est reconstruite dans la première moitié du XVIe siècle sur un bâtiment antérieur dont  il reste les murs nord et sud de la première travée de la nef et d'une partie de la façade occidentale. Des restes de fenêtres de style roman montrent l'ancienneté de l'édifice primitif. Le chœur, la chapelle sud et le portail ont été élevés dans les années 1530-1540. Les voûtes avec liernes et tiercerons ont été réalisées dans le style du XVe siècle. Les contreforts d'angle de la façade occidentale ont été construits en même temps que la voûte. La chapelle nord est postérieure.
Dans la base Mérimée, il est indiqué que le clocher a été construit à la fin du XVe siècle, avant le chœur, l'étage des cloches ayant été repris et rehaussé. Pour Jean Payen, le clocher est d'un style gothique tardif, probablement du XVIIe siècle.
Le bâtiment indépendant plaqué contre la façade ouest, porte la date de 1837. L'appentis qui protège le portail de l'église et la sacristie datent de l 
L'église Saint-Cyr a été inscrite au titre des monuments historiques en 1929 et l'enceinte en 1933,

## Description
L'église a un plan de croix latine avec une nef unique de trois travées plus le chœur avec des voûtes avec liernes et tiercerons. Des chapelles ont été ajoutées de part et d'autre de la troisième travée de la nef.
L'église a été construite en pierres noires du pays.